# Empty Out Your Pockets
Empty Out Your Pockets è un brano musicale del rapper statunitense Juice Wrld, pubblicato postumo il 30 novembre 2024 come traccia bonus del quinto album in studio The Party Never Ends.

## Antefatti
Il brano è stato presentato in anteprima mondiale sul videogioco Fortnite durante l'evento Remix: Il Finale, che ha attirato oltre di 14 milioni di spettatori da tutto il mondo. Al termine dello stesso, i giocatori hanno avuto la possibilità di visualizzare il video musicale ufficiale del brano.

## Classifiche
| Classifica (2024) | Posizione massima |
| ----------------- | ----------------- |
| Canada            | 52                |
| Regno Unito       | 55                |
| Stati Uniti       | 11                |